# Andreas Schofer
Andreas Schofer (* 5. Januar 1972 in Hameln) ist ein ehemaliger deutscher Leichtathlet, der auf den Sprint spezialisiert war.
Er erreichte bei den Juniorenweltmeisterschaften 1990 in Plowdiw mit der bundesdeutschen 4-mal-100-Meter-Staffel Platz fünf (die Bundesrepublik und die DDR starteten hier letztmals getrennt). Bei den Junioreneuropameisterschaften im Jahr darauf in Thessaloniki kam er mit der Staffel auf Rang vier. Beim U23-Europacup 1994 in Lillehammer wurde die deutsche Staffel disqualifiziert.
1998 konnte er mit der Mannheimer 4-mal-100-Meter-Staffel (Michael Schäfer, Jérôme Crews, Andreas Schofer, Patrick Weimer) in 39,51 s die Deutsche Meisterschaft gewinnen. Außerdem lief er in diesem Jahr seine schnellste Zeit über 100 Meter und belegte damit Platz vier in der deutschen Jahresbestenliste.
Schofer startete für den VfL Hameln, den TV Wattenscheid 01 und die MTG 1899 Mannheim.

## Persönliche Bestleistungen
- 100 Meter: 10,36 s, 30. Mai 1998 in Ludwigshafen
- 200 Meter: 21,35 s, 3. Juni 1990 in Innsbruck